# Escut de Beniarjó
L'escut de Beniarjó és un símbol representatiu oficial de Beniarjó, municipi del País Valencià, a la comarca de la Safor. Té el següent blasonament:
| « | Escut quadrilong de punta redona, partit. Al primer quarter, en camper de sinople, un Agnus Dei passant, sinistrat, d'argent, portant nimbus crucífer d'or, amb banderola també d'argent carretada d'una creu plena de gules, i l'asta d'or. Al segon quarter, de gules, vuit marcs d'or, posats en dos pals. Per timbre, una corona reial oberta. | » |

## Història
L'escut s'aprovà per Resolució del 7 de setembre de 1994, del conseller d'Administració Pública, publicada en el DOGV núm. 2.366, del 14 d'octubre de 1994.
L'Agnus Dei o anyell pasqual és el senyal de sant Joan Baptista, patró del poble, i ha estat usat com a emblema municipal des del segle xix, juntament amb les armes dels March, antics senyors de Beniarjó.